# St Patrick's Athletic FC
St Patrick’s Athletic Football Club, irsky Cumann Peile Lúthchleas Phádraig Naofa, je irský fotbalový klub z Dublinu, z předměstí Inchicore. Sedmkrát vyhrál irskou ligu (1951–52, 1954–55, 1955–56, 1989–90, 1995–96, 1997–98, 1998–99), dvakrát získal irský pohár FAI Cup (1959, 1961).

## Výsledky v evropských pohárech
| Sezóna  | Kolo/Soutěž      |            | Soupeř                   | Skóre           |
| ------- | ---------------- | ---------- | ------------------------ | --------------- |
| 1961–62 | Předkolo PVP     | Skotsko    | Dunfermline Athletic FC  | 1–4, 0–4 (1–8)  |
| 1967–68 | 1. kolo VELP     | Francie    | FC Girondins de Bordeaux | 1–3, 3–6 (4–9)  |
| 1988–89 | 1. kolo UEFA     | Skotsko    | Heart of Midlothian FC   | 0–2, 0–2 (0–4)  |
| 1990–91 | 1. kolo PMEZ     | Rumunsko   | FC Dinamo Bucureşti      | 0–4, 1–1 (1–5)  |
| 1996–97 | Předkolo UEFA    | Slovensko  | ŠK Slovan Bratislava     | 3–4, 0–1 (3–5)  |
| 1998–99 | 1. předkolo LM   | Skotsko    | Celtic FC                | 0–0, 0–2 (0–2)  |
| 1999–00 | 1. předkolo LM   | Moldavsko  | FC Zimbru Chișinău       | 0–5, 0–5 (0–10) |
| 2007–08 | 1. předkolo UEFA | Dánsko     | Odense Boldklub          | 0–0, 0–5 (0–5)  |
| 2008–09 | 1. předkolo UEFA | Lotyšsko   | JFK Olimps Rīga          | 1–0, 2–0 (3–0)  |
|         | 2. předkolo UEFA | Švédsko    | IF Elfsborg              | 2–2, 2–1 (4–3)  |
|         | 1. kolo UEFA     | Německo    | Hertha BSC Berlín        | 0–2, 0–0 (0–2)  |
| 2009–10 | 2. předkolo EL   | Malta      | Valletta FC              | 1–1, 1–0 (2–1)  |
|         | 3. předkolo EL   | Rusko      | FC Krylia Sovetov Samara | 1–0, 2–3 (3–3)  |
|         | 4. předkolo EL   | Rumunsko   | FC Steaua Bucureşti      | 1–2, 0–3 (1–5)  |
| 2011–12 | 1. předkolo EL   | Island     | ÍBV Vestmannaeyar        | 0–1, 2–0 (2–1)  |
|         | 2. předkolo EL   | Kazachstán | Šachter Karagandy FK     | 1–2, 2–0 (3–2)  |
|         | 3. předkolo EL   | Ukrajina   | FK Karpaty Lvov          | 0–2, 1–3 (1–5)  |